# Вулиця Студинського (Львів)
Вулиця Студинського — вулиця у Шевченківському районі міста Львів, місцевість Збоїща. Пролягає від вулиці Щурата до кінця забудови. Прилучається вулиця Багалія.

## Історія та забудова
Вулиця виникла у складі Старих Збоїщ, втім, офіційну назву отримала лише 1989 року, на пошану українського вченого-літературознавця Кирила Студинського.
На вулиці частково збереглася стара одноповерхова садибна забудова, з 1990-х років тут, у рамках будівництва житлового мікрорайону «Щурата-Ленона», зводяться багатоповерхові житлові будинки. З-поміж новобудов виділяється будинок № 14, так званий «IT-House», будівництво якого почалося 31 жовтня 2015 року. Ініціатором спорудження будинку, призначеного виключно для фахівців у галузі інформаційних технологій, стала спільнота ІТ-компаній Львівський ІТ Кластер. Проєкт реалізується за принципом кооперативного будівництва, тобто учасниками кооперативу мають бути лише співробітники компаній, що входять до Львівського ІТ Кластеру. У будинку є 72 квартири, велосипедний та підземний паркінги, серверна, дитяча кімната, кімната для зустрічей, тераса на даху, високошвидкісний інтернет. Проєкт енергопостачання у будинку передбачає поступовий перехід на альтернативні джерела енергії. Десятиповерховий житловий будинок здано в експлуатацію 27 лютого 2018 року.
Нині на вулиці розташовано чотири житлових будинки — № 4, 6, 10, 12, 14.